# Syncrossus helodes
Cá heo rừng (Danh pháp khoa học: Syncrossus helodes) là một loài cá nước ngọt trong họ Botiidae thuộc bộ Cá chép phân bố ở Việt Nam, Lào, Campuchia, Thái Lan.

## Đặc điểm
Cá có thân ngắn, dẹp bên, cuốn đuôi to, đầu nhỏ, dài dẹp bên, mút mõm có 2 đôi râu dài dính với nhau ở gốc và 1 đôi râu hàm, miệng nhỏ, kề dưới hình vòng cung, hai cái lỗ mũi nằm trong 1 lỗ trũng trước mắt, mắt nhỏ, nằm lệch về mặt lưng.
Khởi điểm vây lưng trước khởi điểm vây bụng, chiều dài gốc vây lưng gấp 3 chiều dài gốc vây hậu môn; vây ngực lệch thẳng xuống mặt bụng, vây đuôi phân thùy sâu, vây hậu môn nhỏ mịn, đường bên nằm trên trục giữa thân, lưng màu nâu pha xanh lục, về phía bụng nhạt dần, mỗi bên có 10-15 sọc xiên màu xanh đen, vây lưng màu da cam với sọc đen song song với gốc vây, vây đuôi vàng có những sọc ngang thẫm, phía trên cuốn đuôi có 1 đốm đen lớn hơn đốm đen ở dưới cuốn đuôi.